# Toccando il paradiso
Toccando il paradiso (Something Short of Paradise) è un film del 1979 diretto da David Helpern.

## Trama
Madeleine Ross è una giornalista e il suo ragazzo, Harris Sloane, è il proprietario di un teatro d'arte. La loro relazione procede tra alti e bassi, e quando Madeleine incontra la star francese Jean-Fidel Mileau provoca cambiamenti nel modo in cui lei e Harris si sentono l'uno verso l'altro.